# 穆昆
穆昆（穆麟德轉寫：mukūn），滿族中一種血緣宗族的名稱，也成為滿族姓氏的來源之一。

## 概論
穆昆，金朝時稱謀克。在清朝文獻中，有兩種譯法：一譯為族，指同血緣的親屬；另一譯為氏，經常與哈拉同時使用。
在滿族中，擁有共同先祖的部落集團，共同稱為哈拉（漢譯為姓）。隨著部落的擴大，同姓部落，遷移至不同地區，形成新的氏族次集團，稱為穆昆，或穆昆哈拉。舉例來說，在明朝末年，覺羅哈拉就分為八個穆昆。